# Томас Венцлова
Томас Венцлова (нар. 11 вересня 1937, Клайпеда) — литовський письменник, перекладач, літературознавець, есеїст, дисидент і правозахисник. Один із засновників Литовської Гельсінської групи.
1977 року висланий з Радянського Союзу. В еміграції підтримував близькі стосунки з Йосипом Бродським і Чеславом Мілошем. Професор слов'янських мов і літератур в Єльському університеті (США).

## Життєпис
Син литовського поета Антанаса Венцлови. Під час німецько-радянської війни, коли батько, який займав високі більшовицькі посади, перебував в евакуації, жив у родичів в Вільнюсі і Каунасі. З 1946 мешкав у Вільнюсі.
1960 рік — закінчив Вільнюський університет за спеціальністю «литовська мова та література», писав вірші, перекладав Ахматову, Пастернака, зустрічався з ними.
1966 рік — знайомство з Йосифом Бродським.
1970 рік — вивчав семіотику в професора Юрія Лотмана в Тарту, брав участь у дисидентській діяльності й самвидаві.
1975 рік — написав різкий лист із критикою більшовизму до ЦК Литовської Компартії.
1976 рік — один із засновників Литовської Гельсінської групи.
1977 рік — висланий із Радянського Союзу.
1977—1980 роки — працював у університеті Каліфорнії (Берклі) та університеті Огайо (США).
1980—2012 роки — працював у Єльському університеті. Він спеціалізується на російській та польській літературі, а також викладав литовську мову та літературу. Жив і працював у Нью-Гейвені (США).
1985 рік — у Єльському університе́тi отримав ступінь доктора філософії.
2018 рік — повертається до Вільнюсу.

## Видання
- Неустойчивое равновесие: восемь русских поэтических текстов. New Haven: YCIAS, 1986.
- Собеседники на пиру. Статьи о русской литературе. Vilnius: Baltos lankos, 1997. 256 с.
- Гранёный воздух. Стихотворения. Москва: ОГИ, Дом Юргиса Балтрушайтиса, 2002.
- Статьи о Бродском. Москва: Baltrus, Новое издательство, 2005. 176 с.
- Негатив белизны. Стихи разных лет/ На русском языке с параллельным литовским текстом. М.: Новое издательство, 2008
- Raketos, planetos ir mes. Vilnius: Valstybinė grožinės literatūros leidykla, 1962. 168 p.
- Golemas, arba dirbtinis žmogus: pokalbiai apie kibernetiką. Vilnius, 1965. 272 p.
- Kalbos ženklas: eilėraščiai. Vilnius: Vaga, 1972. 64 p.
- 98 eilėraščiai. Chicago: Algimanto Mackaus knygų leidimo fondas, 1977. 142 p.
- Lietuva pasaulyje: publicistika. Chicago: Akademinės skautijos leidykla, 1981. 292 p.
- Tekstai apie tekstus. Chicago: Algimanto Mackaus knygų leidimo fondas, 1985. 240 p.
- Tankėjanti šviesa: eilėraščiai. Chicago: Algimanto Mackaus knygų leidimo fondas, AM&M Publications, 1990. 72 p.
- Pašnekesys žiemą: eilėraščiai ir vertimai. Vilnius: Vaga, 1991. 376 p.
- Vilties formos: eseistika ir publicistika. Vilnius: Lietuvos rašytojų sąjungos leidykla, 1991. 544 p.
- Reginys iš alėjos: eilėraščiai. Vilnius: Baltos lankos, 1998. 64 p.
- Rinktinė. Vilnius: Baltos lankos, 1999. 216 p.
- Manau, kad… Pokalbiai su Tomu Venclova. Vilnius: Baltos lankos, 2000. 320 p.
- Ligi Lietuvos 10 000 kilometrų. Vilnius: Baltos lankos, 2003. 236 p.
- Vilniaus vardai. Vilnius: R. Paknio leidykla, 2006. 333 p. ISBN 9986-830-96-6.
- Kitaip: poezijos vertimų rinktinė. Vilnius: Lietuvos rašytojų sąjungos leidykla, 2006. 432 p. ISBN 9986-39-422-8.
- Vilnius: asmeninė istorija. Vilnius: R. Paknio leidykla, 2011. 200 p. ISBN 978-9955-736-35-6 (литовський текст книги, виданої німецькою під назвою „Vilnius. Eine Stadt in Europa“, польською — „Opisać Wilno“).
- Aleksander Wat: life and art of an iconoclast. New Haven: Yale University Press, 1996. ISBN 0-300-06406-3.
- Winter Dialogue. Northwestern University Press, 1997.
- Forms of Hope: Essays. The Sheep Meadow Press, 1999.
- Aleksander Wat. Obrazoburca. Przeł. J. Goślicki. Kraków: Wydawnictwo Literackie, 1997.
- Eseje. Publicystyka. Pogranicze, 2001. ISBN 83-86872-25-X.
- Niezniszczalny rytm — eseje o literaturze. Pogranicze, 2002. ISBN 83-86872-39-X.
- Opisać Wilno. Przeł. Alina Kuzdobska. Warszawa: Fundacja Zeszytów Literackich, 2006. 208 s. ISBN 83-60046-60-3.
- Vilnius. Eine Stadt in Europa. Aus dem Litauischen von Claudia Sinnig. Frankfurt am Main: Suhrkamp Verlag, 2006. 242 S. ISBN 978-3-518-12473-4.
- Vilnius. A Guide to Its Names and People. Vilnius: R. Paknio leidykla, 2009. 352 p. ISBN 978-9955-736-22-6 (англійський переклад книги, виданої литовською під назвою „Vilniaus vardai“).
- Vilnius egy város Európában / tr. by Tölgyesi Beatrix. Budapest: Európa Könykviadó, 2009. 278 p. ISBN 978-9630787239 (угорський переклад книги, виданої німецькою під назвою „Vilnius. Eine Stadt in Europa“, на польском — „Opisać Wilno“)
- Lietuvos istorija visiems, I tomas. Vilnius: R. Paknio leidykla, 2018, 336 p.
- Lietuvos istorija visiems, II tomas. Vilnius: R. Paknio leidykla, 2019, 380 p.

### українською
- Томас Венцлова, Леонідас Донскіс. Передчуття і пророцтва Східної Європи. / Пер. з литовської Георгій Єфремов, Олег Коцарев. — К.: Дух і літера, 2016. — 120 с.